# Theatercafé (Graz)
Das Theatercafé in Graz befindet sich im Parterre des Hauses Mandellstraße 11, das von Heinrich Aufschläger 1867 als Wohnhaus errichtet wurde. Der Umbau zu einem Kaffeehaus erfolgte Jahre später und am 19. September 1885 wurde das Lokal als Café Aufschläger eröffnet und war lange Zeit im Besitz der Familie. 1920 wechselte es den Besitzer und firmierte ab nun unter dem Namen Taverne. 1933 wurde es in Café München umbenannt. 1945 erhielt es seinen heutigen Namen Theatercafé. Im Laufe der Jahre wurde aus dem ursprünglichen Tagescafé ein Nachtcafé, das Dieter Slanz ab 1965 betrieb und zu einem bekannten Künstlertreff machte. Er war es auch, der 1983 das Cabaret Gimpel in sein Lokal holte. Daraus ergab sich bald – personell und organisatorisch getrennt – ein ständiger Veranstaltungsbetrieb der Kleinkunstbühne Hin & Wider im Theatercafé, die seit 1987 alljährlich den Grazer Kleinkunstvogel vergibt. Seit 2008 führt Tanja Baumgartinger das unter Denkmalschutz stehende Lokal, das auch für seine Eierspeis-Variationen berühmt ist.